# Aponogeton bullosus
Aponogeton bullosus är en enhjärtbladig växtart som beskrevs av H.Bruggen. Aponogeton bullosus ingår i släktet Aponogeton och familjen Aponogetonaceae. Inga underarter finns listade.